# 秀蛛兰属
秀蛛兰属（学名：Bartholina），或音译作巴索兰属，是一种原产于南非和纳米比亚的兰花属。
作为弗因博斯植物王国的成员，秀蛛兰属也被称为“蜘蛛兰”（spider orchid）。这个通用名称来自围绕花朵的一排又长又窄的花瓣，据说类似于蜘蛛的腿。
本属学名以17世纪丹麦科学家托马斯·巴托林（Thomas Bartholin）的名字命名。

## 下属物种
本属共有两个被认可的物种：
- 蓝花秀蛛兰 Bartholina burmanniana (L.) Ker Gawl. - 开普省
- 绿花秀蛛兰 Bartholina etheliae Bolus - 纳米比亚和南非开普省